# مایکل ماریسی اورنستاین
مایکل ماریسی اورنستاین (انگلیسی: Michael Marisi Ornstein؛ زادهٔ ۱۹۶۳ میلادی) بازیگر اهل ایالات متحده آمریکا است.
از فیلم‌ها یا برنامه‌های تلویزیونی که وی در آن نقش داشته‌است، می‌توان به قدیس، مسیر مردگان، شهر جنایتکاران، ان‌سی‌آی‌اس: لس آنجلس، فرزندان آشوب، ساینفلد، کانزاس سیتی و دیدبان سوم اشاره کرد.